# Rhizotrochus levidensis
Rhizotrochus levidensis is een rifkoralensoort uit de familie van de Flabellidae. De wetenschappelijke naam van de soort is voor het eerst geldig gepubliceerd in 1899 door Gardiner.